# Viaduc de Grandfey
Le viaduc de Grandfey est situé sur la ligne de chemin de fer Berne-Lausanne, et est un des plus grands ponts de Suisse, dans le canton de Fribourg.

## Localisation
Le viaduc traverse la vallée de la Sarine, profonde et large à cet endroit du hameau de Grandfey, commune des Granges-Paccot, à environ trois kilomètres au nord de la gare de Fribourg en direction de Guin.

## Histoire

### Premier viaduc

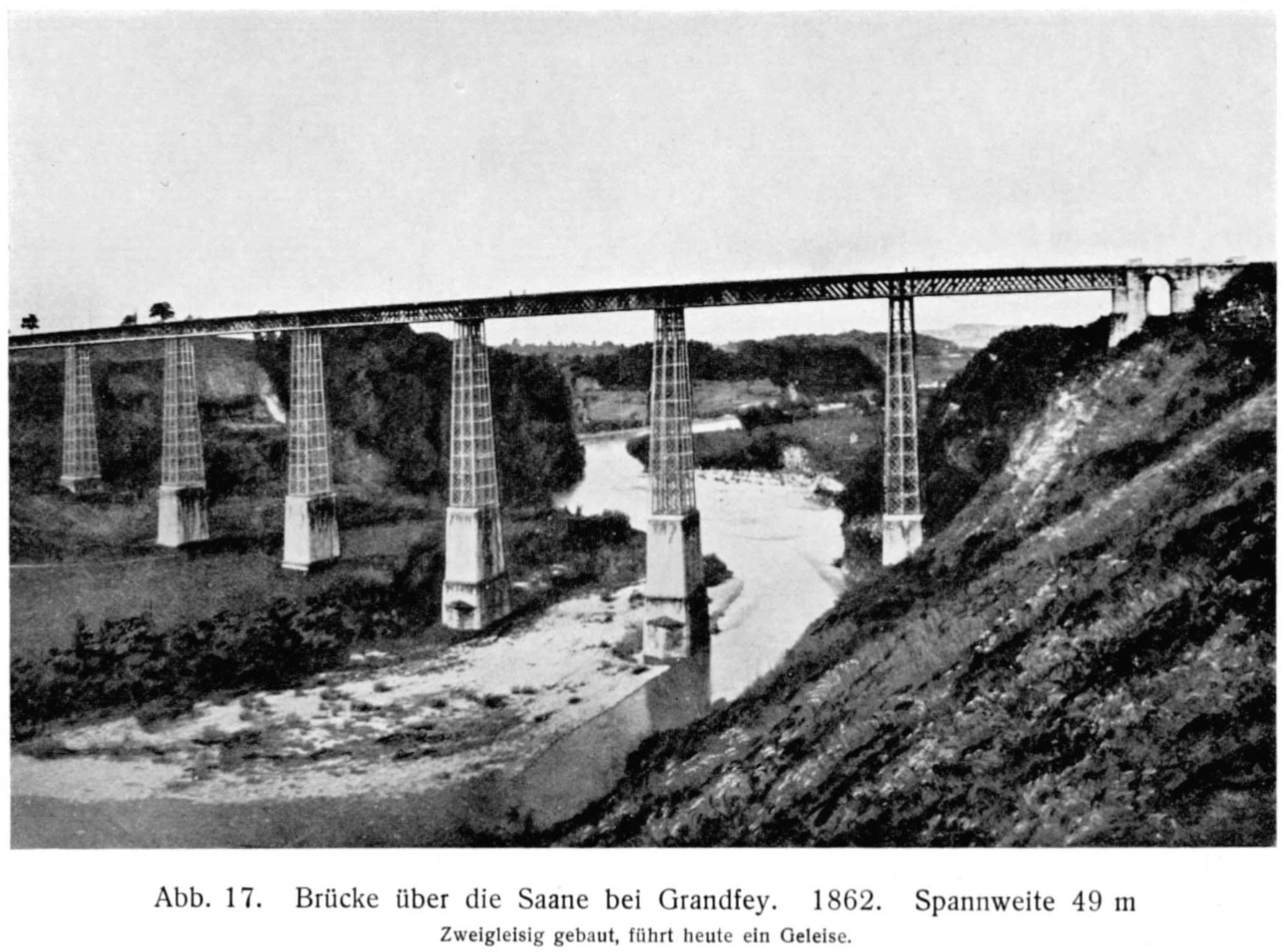
Le viaduc en 1862.

En 1856, la compagnie de chemin de fer Lausanne- Fribourg-Berne charge l’ingénieur Leopold Blotnitzki de l’étude du projet de construction de cet ouvrage complexe. La conception est réalisée par une équipe de quatre personnes : Durbach, Karl Etzel (en), François Jacqmin et Wilhelm Nördlinger, ingénieur (alors actif en France sous le nom de Nordling) appelé de Stuttgart. Cette étude prend en compte le viaduc de Crumlin (en), construit récemment à Crumlin au pays de Galles, terminé en 1857, et le viaduc Sitter (de) près de Saint-Gall. Le processus de construction est planifié par Ferdinand Mathieu, ingénieur de la société Schneider et Cie au Creusot qui a reçu le contrat pour les parties métalliques. Les travaux de  génie civil et de maçonnerie sont confiés à la compagnie suisse Wirth, Studer & Co.
Le pont de 380 m de long, haut de 80 m, à double voie ferrée, construit entre 1857 et 1862, est formé de six fermes en treillis métalliques, reposant sur de grands piliers avec une embase en pierre et supportant une solide poutre en treillis sur laquelle est fixée la superstructure des voies de chemin de fer. Les cinq travées centrales ont une longueur de 48,75 m chacune, et les travées d’extrémité 43,30 m. À l’intérieur des treillis, une voie permet le passage des piétons et des petits chariots. Le viaduc de Grandfey crée ainsi un passage pour les petits transports terrestres au-dessus de la longue gorge infranchissable de la Sarine.

Le viaduc par Isidore Laurent Deroy

Les socles en maçonnerie des piliers font jusqu’à 32 m de hauteur pour que leurs sommets soient tous au même niveau. Les socles des piliers IV et V, qui sont dans le lit de la rivière, sont protégés du courant par un revêtement en pierre calcaire. Les piliers sont faits de tuyaux en fonte de 3,93 m chacun, empilés sur onze niveaux, reliés par des armatures en treillis de fer forgé, le tout pour une longueur totale de 43,20 m. Le support de la voie ferrée est fait de poutres en treillis, parallèles et espacées de 2,09 m d’axe en axe. Le passage pour les piétons est situé entre les deux poutres centrales. Pour les piliers, 1 300 tonnes de fonte et 700 tonnes d'acier forgé sont utilisées ; 1 250 tonnes d'acier forgé sont utilisées pour les poutres..
Le viaduc de Grandfey est considéré comme le premier pont construit où Ferdinand Mathieu, ingénieur principal chez Schneider et Cie, utilisa la méthode du lancement par poussage progressif qu’il avait inventée. Dans cette méthode, la poutre en treillis, poussée au-dessus de la vallée, sert de grue pour chaque travée. Le viaduc de Grandfey a influencé la conception du Viaduc de Busseau, construit de 1863 à 1864 par Nordling. Il a aussi servi de modèle pour le Viaduc du Malleco au Chili, également construit par Schneider et Cie de 1886 à 1891.
Du fait de la circulation de trains plus lourds, le viaduc de Grandfey est modifié en 1892 avec une voie unique, et une vitesse limitée à 40 km/h.

### Second viaduc

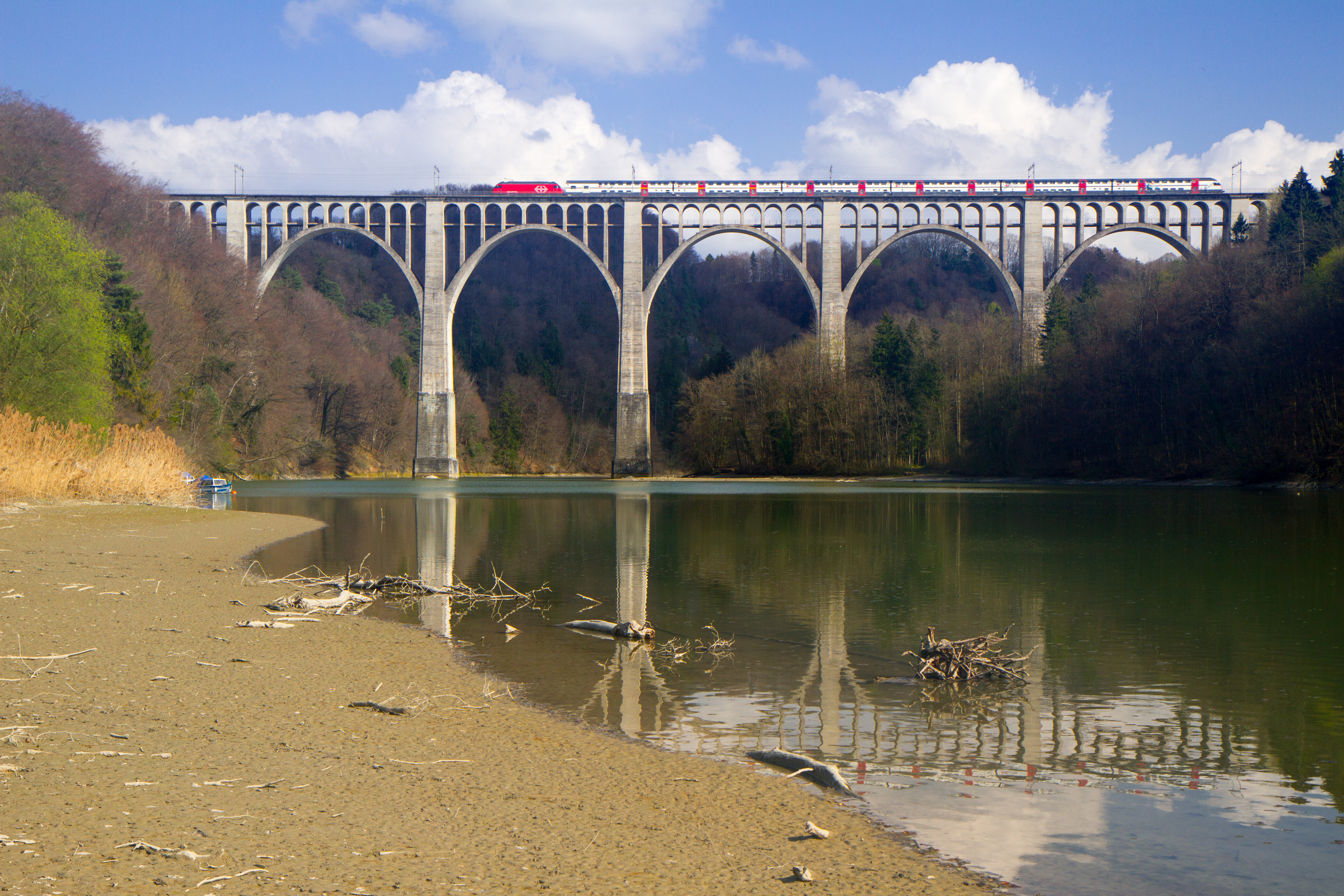
Second viaduc de Grandfey.

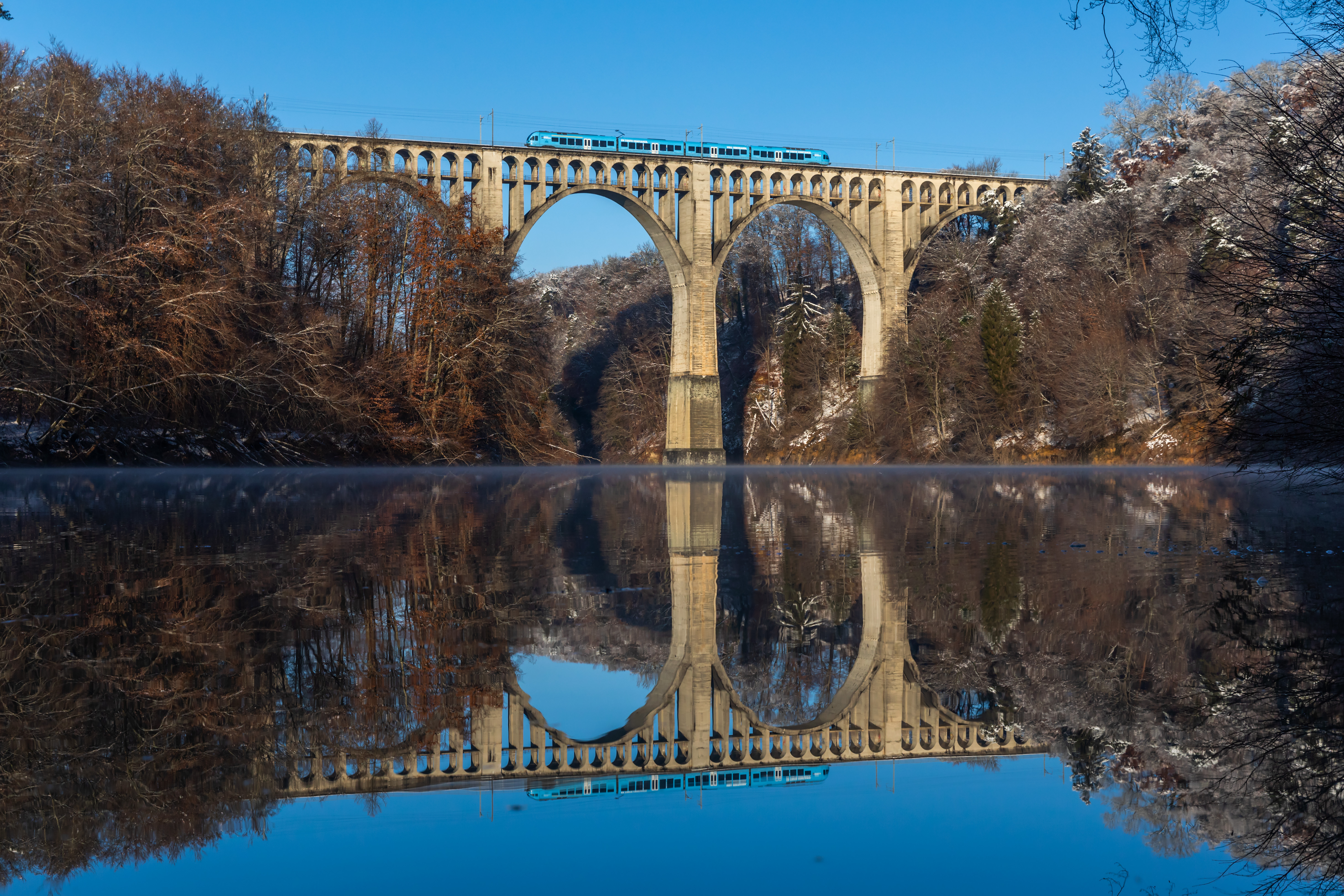
Le viaduc, avec un train juste pile au milieu. Décembre 2022.

Avec l’électrification du réseau des Chemins de fer fédéraux (CFF), le pont doit supporter des trains plus lourds et plus rapides. Le viaduc de Grandfey est reconstruit dans une nouvelle forme de 1925 à 1927, en suivant les principes développés par le bureau de construction des ponts des CFF qui avaient déjà été utilisés pour le Viaduc du Day. Robert Maillart, pionnier des grands ponts en béton en Suisse, est nommé ingénieur-conseil par les CFF. Les six piliers en fonte et fer forgé, totalement enrobés dans du béton, supportent six larges arches en béton construites selon le système de Josef Melan. Chacune des cinq grandes arches centrales a une ouverture de 42 m. 
Le passage piéton est conservé sur le dessus des grandes arches, sous la voie de chemin de fer. Les deux longues rangées d’arcades qui portent la voie de chemin de fer reposent sur les grandes arches. Cette double rangée d’arches supérieures donne à ce grand ouvrage la forme d’une structure très classique. Fait remarquable, la circulation des trains n'a jamais été interrompue durant les travaux de modification depuis le premier viaduc vers le second,.
Du fait de la construction du barrage du lac de Schiffenen, terminé en 1964, les pieds du pont sont désormais dans l’eau du lac.

## Passage et sculpture de Richard Serra
Le passage dans le viaduc de Grandfey, une passerelle sous les voies, est l’un des plus beaux points de vue du réseau de randonnée pédestre et cycliste du canton de Fribourg.
Une installation minimaliste de l’artiste américain Richard Serra (nommée Maillart Bridge extended) et créée en 1988 est située dans ce passage. Elle représente une poutre en forme de L. Pour des raisons de sécurité, en août 2007, les CFF complètent l’œuvre par deux garde-corps, qui sont enlevés plus tard.

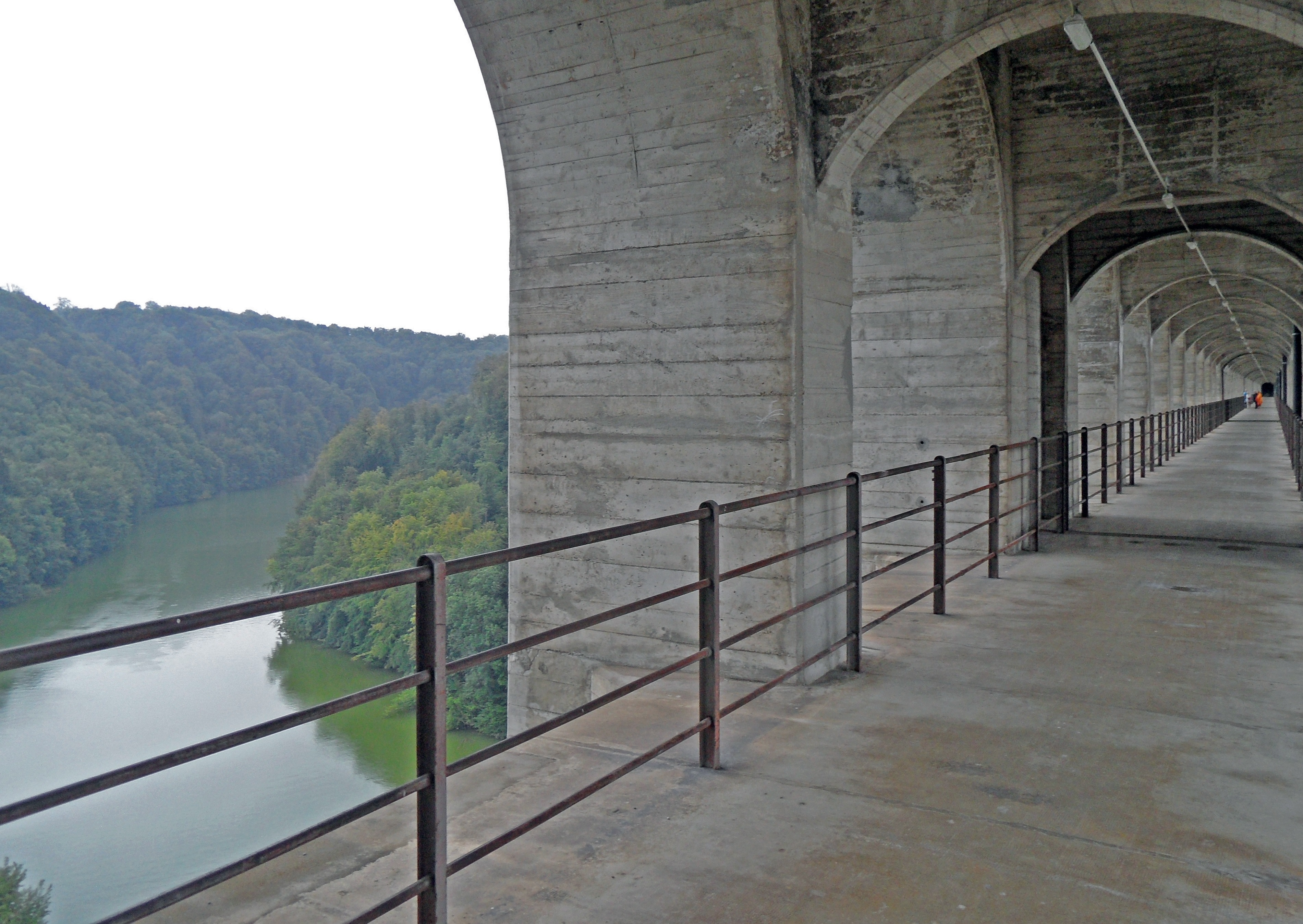
passage sous voies.
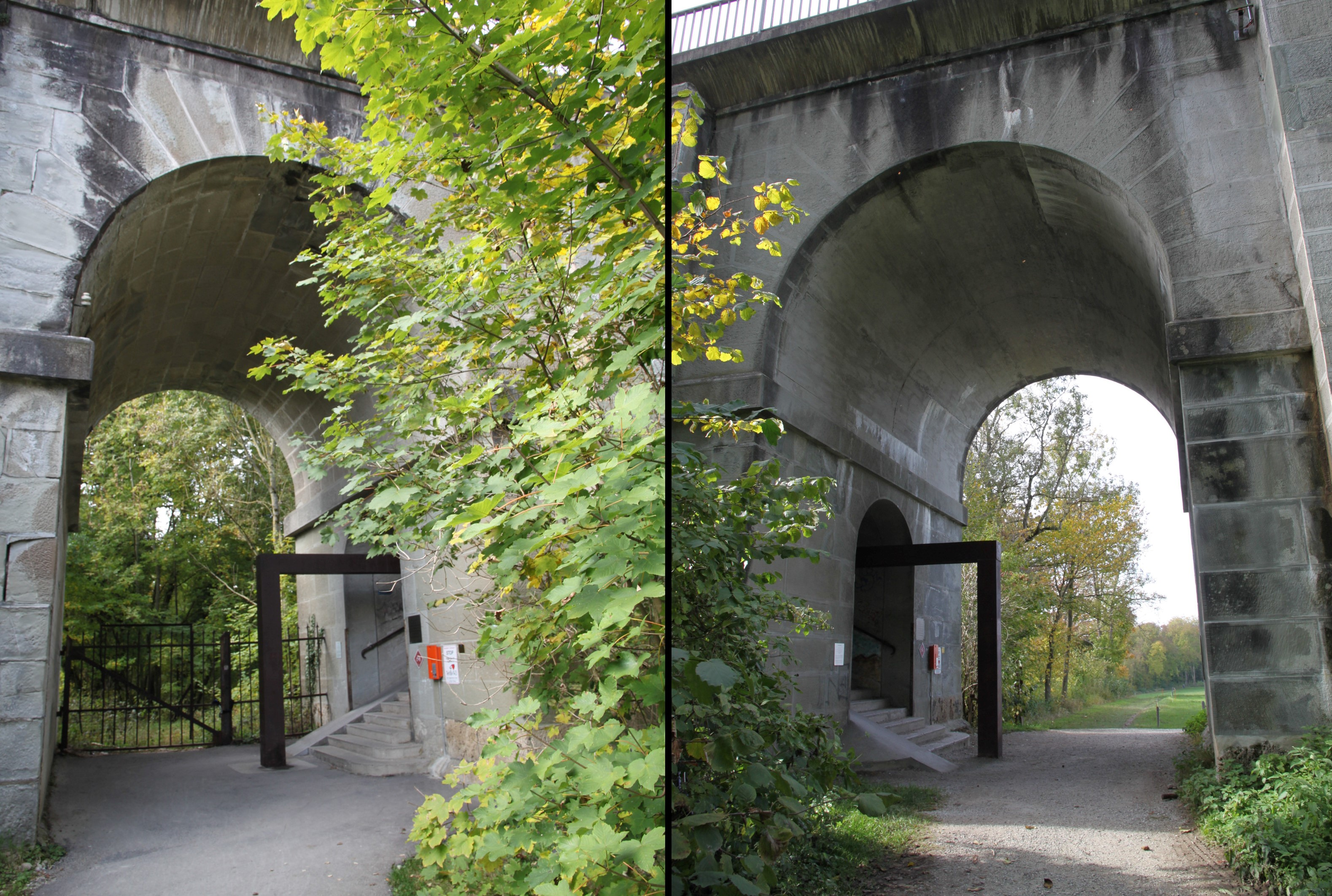
installation de Richard Serra.